# Mirko Barbagli
Mirko Barbagli (Arezzo, 29 dicembre 1982) è un ex calciatore italiano, di ruolo difensore.

## Caratteristiche tecniche
Terzino sinistro, può giocare come centrale.

## Carriera
Cresce calcisticamente nel settore giovanile dell'Arezzo, squadra della sua città natale, con cui disputa cinque campionati.
Il 20 luglio 2007 passa a titolo definitivo al Grosseto, firmando un contratto triennale. Durante il ritiro estivo si infortuna gravemente al ginocchio, rimanendo fermo per quattro mesi. Esordisce con i biancorossi il 26 gennaio 2008 in Grosseto-Modena (0-2), giocando titolare e venendo sostituito al 59' da Ernesto Terra. Chiude la stagione con 6 presenze.
Il 28 agosto 2008 viene ceduto in prestito al Perugia, in Lega Pro Prima Divisione. Esordisce con gli umbri dal primo minuto il 7 settembre contro la Cavese (sconfitta per 1-0), venendo sostituito al 41' della ripresa da Nicola Pizzolla. Termina l'annata con 24 presenze.
Il 2 settembre 2009 viene acquistato a titolo definitivo dalla Pro Patria, con cui scende in campo in 22 occasioni, a cui si aggiunge una presenza ai play-out, da titolare, contro il Pergocrema.
Rimasto svincolato, dopo un periodo in prova all'Alessandria, il 26 marzo 2011 trova un accordo contrattuale con questi ultimi, con cui debutta il 17 aprile in Salernitana-Alessandria (1-1), giocando titolare. Conclude la stagione, terminata con la retrocessione diretta dell'Alessandria per illecito sportivo, con altre quattro presenze. Il 24 luglio prolunga il suo contratto fino al 30 giugno 2013.
Il 19 gennaio 2012 passa in prestito al Foligno. Esordisce con la nuova maglia il 29 gennaio nella trasferta persa contro il Benevento (1-0 il finale), giocando titolare. Segna la sua prima rete con gli umbri il 22 aprile 2012 in Foligno-Taranto (1-2). Terminato il prestito rientra all'Alessandria.
Il 25 novembre 2013 firma un contratto fino al termine della stagione con il Forlì, in Lega Pro Seconda Divisione.
Il 4 settembre 2014 passa al Rimini, in Serie D. Il 26 settembre viene messo fuori rosa.
Il 15 gennaio 2016 si trasferisce alla Sinalunghese, società toscana militante in Eccellenza.

## Statistiche

### Presenze e reti nei club
| Stagione           | Squadra            | Campionato         | Campionato | Campionato | Coppe nazionali | Coppe nazionali | Coppe nazionali | Coppe continentali | Coppe continentali | Coppe continentali | Altre coppe | Altre coppe | Altre coppe | Totale | Totale |
| Stagione           | Squadra            | Comp               | Pres       | Reti       | Comp            | Pres            | Reti            | Comp               | Pres               | Reti               | Comp        | Pres        | Reti        | Pres   | Reti   |
| ------------------ | ------------------ | ------------------ | ---------- | ---------- | --------------- | --------------- | --------------- | ------------------ | ------------------ | ------------------ | ----------- | ----------- | ----------- | ------ | ------ |
| 2002-2003          | Arezzo             | C1                 | 18         | 0          | CI-C            | 2               | 0               | -                  | -                  | -                  | -           | -           | -           | 20     | 0      |
| 2003-2004          | Arezzo             | C1                 | 25         | 0          | CI-C            | 2               | 0               | -                  | -                  | -                  | SL-C1       | 2           | 0           | 29     | 0      |
| 2004-2005          | Arezzo             | B                  | 7          | 0          | CI              | 0               | 0               | -                  | -                  | -                  | -           | -           | -           | 7      | 0      |
| 2005-2006          | Arezzo             | B                  | 26         | 0          | CI              | 0               | 0               | -                  | -                  | -                  | -           | -           | -           | 26     | 0      |
| 2006-2007          | Arezzo             | B                  | 24         | 0          | CI              | 2               | 0               | -                  | -                  | -                  | -           | -           | -           | 26     | 0      |
| Totale Arezzo      | Totale Arezzo      | Totale Arezzo      | 100        | 0          |                 | 6               | 0               |                    | -                  | -                  |             | 2           | 0           | 108    | 0      |
| 2007-2008          | Grosseto           | B                  | 6          | 0          | CI              | 0               | 0               | -                  | -                  | -                  | -           | -           | -           | 6      | 0      |
| 2008-2009          | Perugia            | 1D                 | 24         | 0          | CI+CI-LP        | 0+2             | 0               | -                  | -                  | -                  | -           | -           | -           | 26     | 0      |
| 2009-2010          | Pro Patria         | 1D                 | 22+1       | 0          | CI+CI-LP        | 0+2             | 1               | -                  | -                  | -                  | -           | -           | -           | 25     | 1      |
| mar.-giu. 2011     | Alessandria        | 1D                 | 5+1        | 0          | CI+CI-LP        | -               | -               | -                  | -                  | -                  | -           | -           | -           | 6      | 0      |
| 2011-gen. 2012     | Alessandria        | 2D                 | 9          | 0          | CI+CI-LP        | 2+1             | 0               | -                  | -                  | -                  | -           | -           | -           | 12     | 0      |
| gen.-giu. 2012     | Foligno            | 1D                 | 12         | 1          | CI-LP           | -               | -               | -                  | -                  | -                  | -           | -           | -           | 12     | 1      |
| 2012-2013          | Alessandria        | 2D                 | 27         | 1          | CI-LP           | 1               | 0               | -                  | -                  | -                  | -           | -           | -           | 28     | 1      |
| Totale Alessandria | Totale Alessandria | Totale Alessandria | 41+1       | 1          |                 | 4               | 0               |                    | -                  | -                  |             | -           | -           | 46     | 1      |
| nov. 2013-2014     | Forlì              | 2D                 | 14+1       | 0          | CI-LP           | -               | -               | -                  | -                  | -                  | -           | -           | -           | 15     | 0      |
| 2014-2015          | Rimini             | D                  | 4          | 0          | CI-D            | -               | -               | -                  | -                  | -                  | -           | -           | -           | 4      | 0      |
| gen.-giu. 2016     | Sinalunghese       | Ecc.               | 0          | 0          | CI-Dil          | -               | -               | -                  | -                  | -                  | -           | -           | -           | 0      | 0      |
| Totale carriera    | Totale carriera    | Totale carriera    | 223+3      | 2          |                 | 14              | 1               |                    | -                  | -                  |             | 2           | 0           | 242    | 3      |

## Palmarès
- Campionato italiano Serie C1: 1

Arezzo: 2003-2004
- Supercoppa di Lega di Serie C1: 1

Arezzo: 2004
- Campionato italiano di Serie D: 1

Rimini: 2014-2015